# 미나미시미즈사와역
미나미시미즈사와역(일본어: 南清水沢駅)은 일본 홋카이도 유바리시에 위치한 홋카이도 여객철도 세키쇼 선 유바리 지선의 철도역이다. 단선 승강장 1면 1선의 구조를 갖춘 지상역이다. 유바리 지선이 폐선되어서, 폐지되었다.

## 역 주변
- 국도 제452호선

## 역사
- 1962년 12월 25일 : 일본국유철도의 역으로서 개업. 여객 취급만.
- 1967년 11월 1일 : 업무 위탁화.
- 1984년 3월 31일 : 간이 위탁화.
- 1987년 4월 1일 : 일본국유철도 분할 민영화에 의해, 홋카이도 여객철도가 승계.
- 2019년 4월 1일 : 유바리 지선 폐선으로 폐지

## 인접 역
| 홋카이도 여객철도 세키쇼 선 (유바리 지선) | 홋카이도 여객철도 세키쇼 선 (유바리 지선) | 홋카이도 여객철도 세키쇼 선 (유바리 지선) |
| ----------------------------------------- | ----------------------------------------- | ----------------------------------------- |
| Y 21 누마노사와 신유바리 방면             | ■ 유바리 지선                             | 시미즈사와 Y 23 유바리 방면               |